# Elisabeth Hals (violist)
Elisabeth Hals (Bohemen, Přísečnice, 7 januari 1845-Noorwegen, Oslo, 16 juni 1914) was een Noors violiste.
Elisabeth Münzer werd geboren in Preßnitz in Bohemen. Ze was getrouwd met Carelius Hals (1826-circa 1911). Haar dochter was de pianiste Elisabeth Hals Andersen. De violiste gaf voornamelijk lessen in ensemblespel, zang en viool, maar gaf ook enkele concerten.
Enkele concerten:
- 2 mei 1880: met Betsy Haslem, Magna Sartz en Johan Edvard Hennum met werken van Ludwig van Beethoven en Henryk Wieniawski
- 15 oktober 1881: een concert met Gudbrand Bøhn, Johan Edvard Hennem en Christine Heyerdahl en Agathe Backer-Grøndahl; ze speelde alleen Ballade et polonaise pour violine van Henri Vieuxtemps
- 7 maart 1889 staat ze als hoofdartiest in de advertentie; een concert met Camilla Wiese, Jacoba Elling, Valborg Bang en voor het eerst werd vermeld haar dochter Elisabeth Hals; moeder en dochter speelden de Vioolsonate van Edvard Grieg.